# 扎博洛蒂夫卡
48°53′11″N 25°50′16″E / 48.88639°N 25.83778°E
扎博洛蒂夫卡（羅馬化：Zabolotivka）是位於烏克蘭西部特諾皮爾州喬爾特基夫區的村莊，始建於1939年，面積1.69平方公里，2014年人口576，人口密度每平方公里407.7人。